# Sport Clube de Mirandela
El SC Mirandela es un equipo de fútbol de Portugal que juega en la Campeonato de Portugal, la cuarta liga de fútbol más importante del país.

## Historia
Fue fundado en el año 1926 en la ciudad de Mirandela en la región de Trás-os-Montes, al noroeste de Portugal y es miembro de la Asociación de Fútbol de Bragrança y han participado en la Copa de Portugal en varias ocasiones, pero nunca han jugado en la Primeira Liga.

## Palmarés
- Tercera División de Portugal Serie A: 2

2007/08, 2010/11

## Jugadores

### Jugadores destacados
- Paulo Lopes
- Eduardo dos Reis Carvalho
- Rui Lopes
- Gilberto Gomes
- Laureta
- Albertino Elói Alves
- Paulo Rui Lino Borges